# Lingua e stile
Lingua e stile è un periodico semestrale italiano, pubblicato dalla casa editrice il Mulino di Bologna. Nato nel 1966 per desiderio di Luigi Heilmann e Ezio Raimondi, come quaderni dell'Istituto di glottologia dell'Università di Bologna, è oggi diretto da un comitato che comprende Gian Luigi Beccaria, Francesco Bruni, Franco Fanciullo, Pier Vincenzo Mengaldo e Alfredo Stussi.
Dal 1966 al 1975 è stata quadrimestrale, dal 1976 al 2000 trimestrale, e successivamente semestrale.
Si occupa di storia della lingua italiana.
Dal 2019 il comitato di direzione è cambiato. Ne fanno parte Paolo D’Achille, Franco Fanciullo, Giovanna Frosini, Vittorio Formentin, Rita Librandi, Michele Loporcaro, Claudio Marazzini, Matteo Motolese, Massimo Palermo. Segretario di redazione è Biagio Forino.
Il comitato scientifico internazionale è composto da Gian Luigi Beccaria, Francesco Bruni, Gerhard Ernst, Michele Loporcaro, Emilio Manzotti, Pier Vincenzo Mengaldo, Jane Nystedt, Gunver Skytte, Alfredo Stussi, Edward Tuttle, Nigel Vincent e Jean-Claude Zancarini.